# Szeregówka

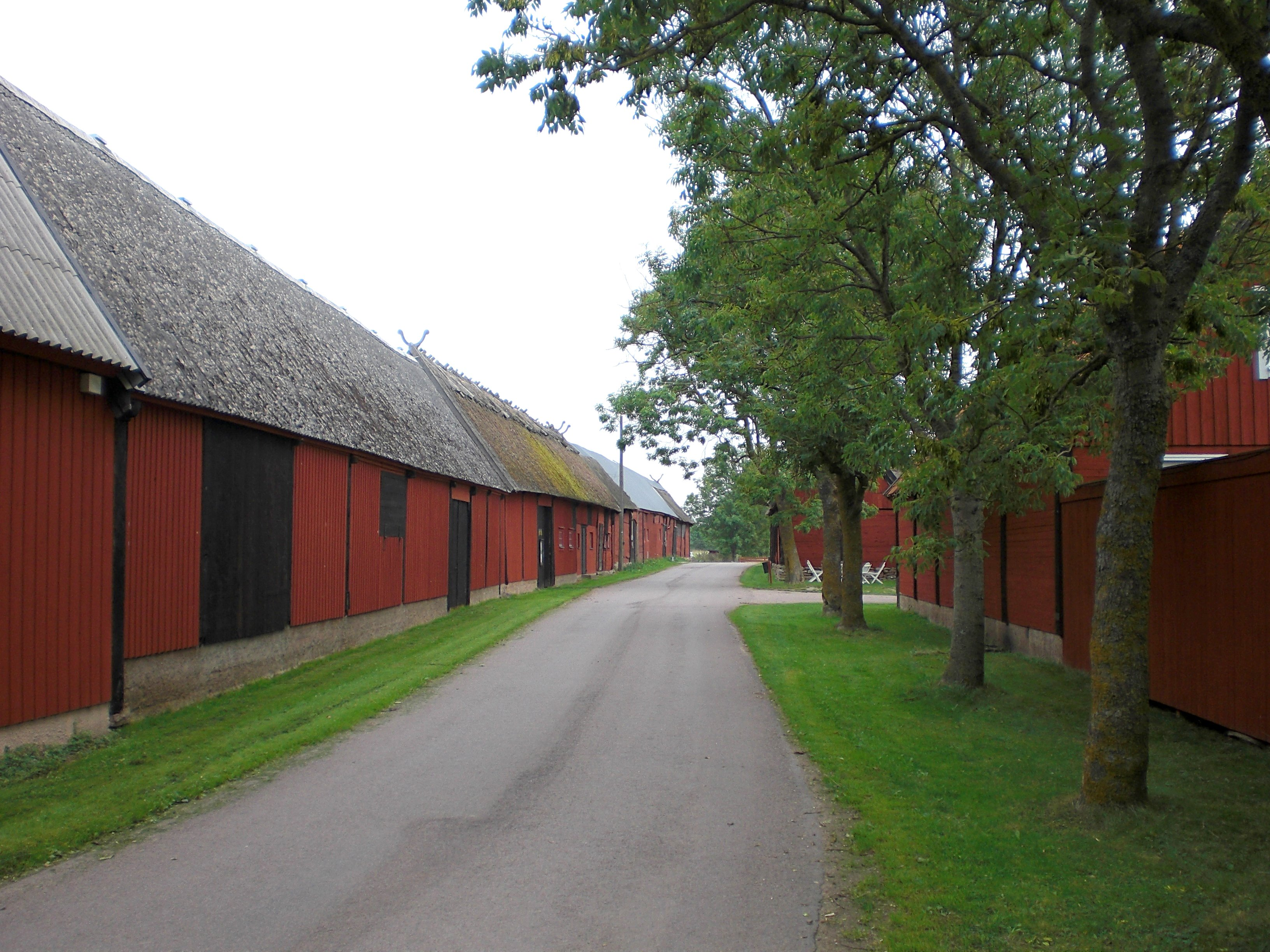
Szeregówka na Olandii

Szeregówka – rodzaj wsi, który powstał w XVI wieku wskutek reorganizacji dóbr królewskich. Wyróżnia się regularnym łanowym układem pól, ale w przeciwieństwie do rzędówki i łańcuchówki posiada zwarcie ustawione zagrody. Są one rozmieszczone wzdłuż prostej ulicy w środku obszaru wiejskiego.